# Ambassade des États-Unis au Ghana
L'Ambassade des États-Unis à Accra est la mission diplomatique des États-Unis au Ghana. C'est le point central des événements relatifs aux États-Unis qui se déroulent au Ghana,.

## Direction
L'Ambassadeur est responsable de l'ambassade. Virginia E. Palmer est l'actuelle ambassadrice des États-Unis au Ghana.

## Histoire
L'Ambassade des États-Unis à Accra a été créée le 6 mars 1957, avec Donald W. Lamm à sa tête comme chargé d'affaires
Le bâtiment initial de l'ambassade a été conçu par Harry Weese. Décrit comme une « boîte en verre surélevée sur pilotis et enveloppée de volets en bois », Weese a affirmé avoir été inspiré par « d'imposantes fourmilières africaines et [...] une cabane de chef inversée », des commentaires qui ont été plus tard critiqués comme réducteurs et peut-être une fausse exagération pour dépeindre le bâtiment comme ancré dans la tradition locale .
Le 28 août 1963, en réponse à la marche simultanée sur Washington et à la mort de WEB Du Bois la veille, une manifestation a été organisée à l'ambassade par des expatriés afro-américains, dont des militants notables tels que Julian Mayfield et Maya Angelou, ainsi que des Ghanéens de souche défiant l'administration de John F. Kennedy pour ses politiques d'égalité raciale contradictoires et lentes. Bien qu'il y ait eu d'autres manifestations de solidarité devant les ambassades de différents pays, celle d'Accra a été la plus importante.
En 1998, l'ambassade a déménagé dans un bâtiment temporaire pour des raisons de sécurité, le bâtiment étant ensuite utilisé par le ministère ghanéen des Affaires féminines et de l'Enfance. Un nouveau complexe d'ambassade conforme aux directives de conception standard des ambassades, mises en œuvre après le 11 septembre pour accroître la sécurité des missions diplomatiques, a été achevé en 2007 par Skidmore, Owings & Merrill. L'ancien bâtiment normalement devenir un centre pour les femmes, mais il serait devenu vacant et délabré.
Une « fausse ambassade » aurait été active pendant une dizaine d'années jusqu'à sa fermeture en 2016, se faisant passer pour la véritable ambassade américaine (et peut-être l'ambassade des Pays-Bas) et délivrant de faux visas pour des milliers de dollars, sa fermeture attirant l'attention du monde entier,; cependant, une enquête du Guardian a révélé que les rapports étaient exagérés, affirmant qu'ils étaient basés sur des renseignements erronés provenant d'enquêtes sur de véritables fraudes aux visas et que certaines affirmations, telles que l'utilisation d'un drapeau américain et de portraits de présidents américains dans les locaux, n'étaient pas vraies.
Le président Joe Biden a nommé Virginia E. Palmer, diplomate de carrière américaine et secrétaire adjointe par intérim/secrétaire adjointe principale du Bureau des ressources énergétiques, à ce poste le 2 juin 2021 ; sa nomination n'a pas encore été confirmée par le Sénat.